# 希望〜Yell〜
『希望~Yell~』（きぼう〜エール〜）は、2004年5月12日に発売された、日本の男性アイドルグループ、NEWSのメジャーデビューシングル。

## 概要
前作『NEWSニッポン』が実質上のインディーズ扱いであるため、本作がメジャーデビューシングルとなる。発売の際、本作のアピールのため日本全国を回り、約200本のラジオ番組に出演した。
初回生産限定盤と通常盤ではジャケット写真・収録曲が異なる。初回生産限定盤には「NEWS プレミアムキャンペーン」の応募はがきが、通常盤には同キャンペーンの応募券が封入される。これは、メンバーが参加するイベント「NEWSプライベートパーティー」か、オリジナルグッズが抽選で当たるというもので、「NEWSプライベートパーティー」の企画の一部は、後日発売されたアルバム『touch』の特典DVDに収録された。

## チャート成績
発売初週に27.1万枚を売り上げ、オリコン週間シングルランキング1位を獲得した。

## 収録曲

### 通常盤
1. 希望~Yell~
作詞・作曲・編曲: 井手コウジ
  - TBS/フジテレビ系『アテネオリンピックバレーボール世界最終予選』イメージソング
2. Stand Up
作詞・作曲: Richard Fairbrass, Fred Fairbrass, Clyde Ward、日本語詞: 黒須チヒロ、編曲: 船山基紀
  - ライト・サッド・フレッドのカバー
  - フジテレビ系『バレーボールワールドカップ2003』挿入歌
  - フジテレビ系『第35回春の高校バレー』イメージソング

NEWS結成以前、小山慶一郎・加藤成亮・草野博紀が所属していたユニット「K.K.Kity」が自身のオリジナル曲として歌っていた。
23rdシングル「BLUE」の初回盤Bにて、Represent NEWS Mixとして4人体制にて再録。
3. Good News!
作詞・作曲: Shusui, Rui, Fredrik Hult, Stefan Aberg、編曲: Shusui, Fredrik Hult, Stefan Aberg & Hakan Fredriksson
4. LET'S GO TO THE PLANETS
作詞・作曲: Shusui, Rui, Stefan Engblom、編曲: 中西亮輔

### 初回生産限定盤
1. 希望~Yell~
2. Stand Up
3. Good News!
4. 希望~Yell~ (オリジナル・カラオケ)
5. Stand Up (オリジナル・カラオケ)
6. Good News! (オリジナル・カラオケ)

## 映像作品
希望〜Yell〜
- Never Ending Wonderful Story
  - 6人体制 初披露
- NEWS CONCERT TOUR pacific 2007 2008 -THE FIRST TOKYO DOME CONCERT
- NEWS LIVE DIAMOND
- NEWS DOME PARTY 2010 LIVE! LIVE! LIVE! DVD!
- NEWS LIVE TOUR 2012 〜美しい恋にするよ〜
  - 4人体制 初披露
- NEWS 10th Anniversary in Tokyo Dome
- NEWS LIVE TOUR 2015 WHITE
- NEWS LIVE TOUR 2016 QUARTETTO
- NEWS 15th Anniversary LIVE 2018 "Strawberry"
- NEWS DOME TOUR 2018-2019 EPCOTIA -ENCORE-
- NEWS LIVE TOUR 2020 STORY
  - 3人体制 初披露
- NEWS 20th Anniversary LIVE 2023 NEWS EXPO
- NEWS 20th Anniversary LIVE 2023 in TOKYO DOME BEST HIT PARADE!!! 〜シングル全部やっちゃいます〜

Stand Up
- Never Ending Wonderful Story
  - 6人体制 初披露
- NEWS CONCERT TOUR pacific 2007 2008 -THE FIRST TOKYO DOME CONCERT
- NEWS 15th Anniversary LIVE 2018 "Strawberry"
  - 4人体制 初披露

Good News!
- NEWS 10th Anniversary in Tokyo Dome
  - 4人体制 初披露

LET'S GO TO THE PLANETS
- NEWS LIVE TOUR 2012 〜美しい恋にするよ〜
  - 4人体制 初披露